# Бойко, Владимир Семёнович
Влади́мир Семёнович Бо́йко (укр. Володимир Семенович Бойко; 20 сентября 1938, Мариуполь — 10 июня 2015, Мариуполь) — советский и украинский металлург, Герой Украины (2003), народный депутат Украины 4-го, 5-го и 7-го созывов, председатель правления и генеральный директор Мариупольского металлургического комбината имени Ильича (город Мариуполь), почётный президент футбольного клуба «Мариуполь».

## Биография и производственная деятельность
- С 1955 года работал на металлургическом заводе им. Ильича трубопроводчиком в цехе водоснабжения.
- 1956—1957 — слесарь-сантехник, путевой, путевой откатчик, СУ № 13 «Сталиншахтострой»; угольщик РТ-142, тралфлот «Главмурманрыбпром».
- 1957—1960 — служба в Советской Армии.
- 1960—1971 — резчик в листопрокатном цехе № 6, затем бригадир.
- В 1970 году окончил Мариупольский Металлургический институт.
- 1971—1973 — старший мастер листопрокатного цеха № 6.
- 1974—1976 — заместитель начальника производственного отдела по спецпроизводству.
- 1976—1983 — начальник листопрокатного цеха № 6.
- 1983—1985 — заместитель начальника производственного отдела по прокатному производству, и. о. начальника производственного отдела.
- 1985—1987 — начальник производственного отдела.
- 1987—1990 — заместитель генерального директора по производству.
- 1990—1997 — генеральный директор Мариупольского металлургического комбината имени Ильича.
- 1997—2010 — глава правления Мариупольского металлургического комбината имени Ильича.
- 2010—2012 — генеральный директор Мариупольского металлургического комбината имени Ильича.

Был женат. Есть дочь.
Умер 10 июня 2015 года после тяжёлой и длительной болезни.

## Общественно-политическая деятельность

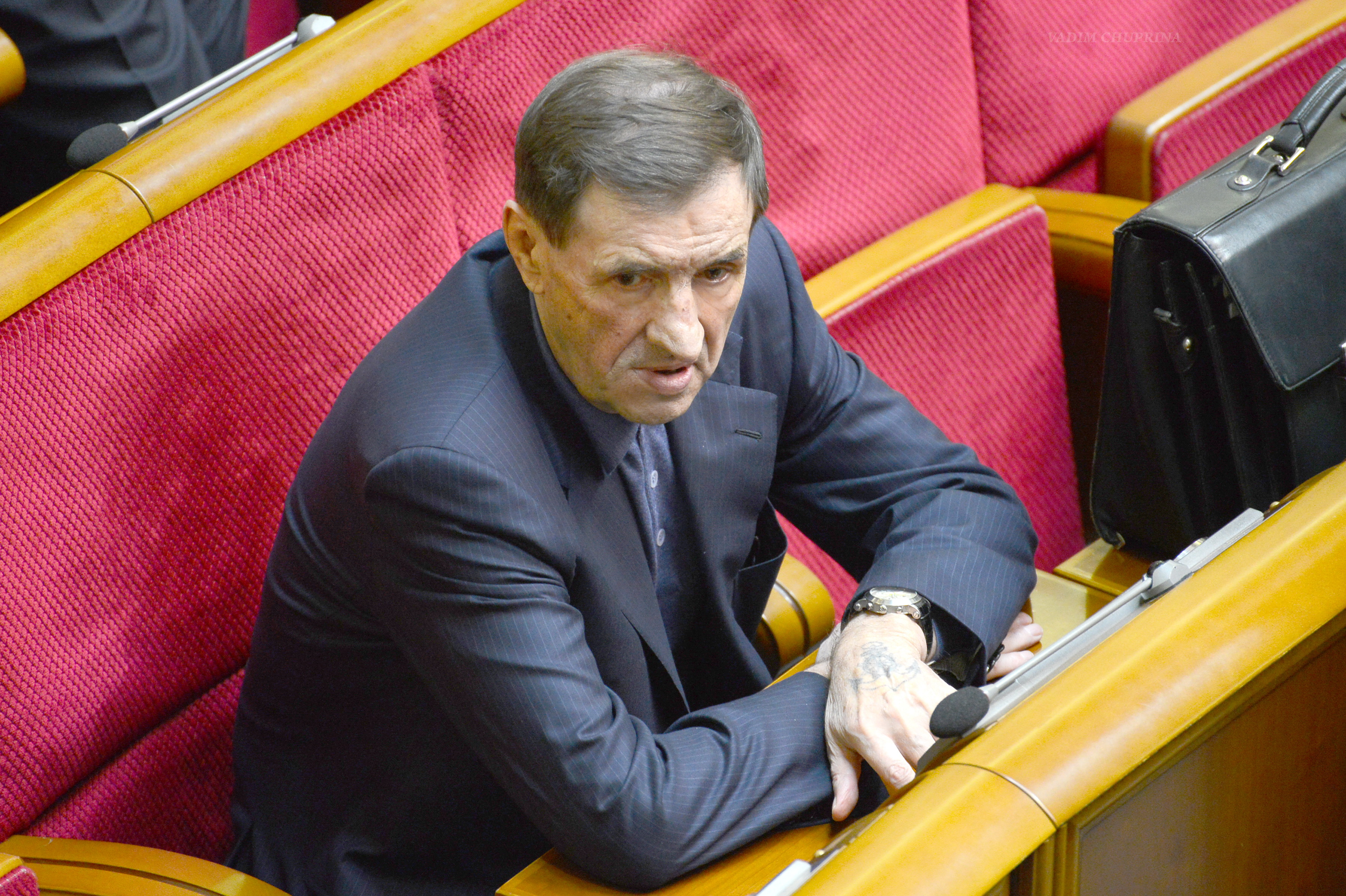
Владимир Бойко в Верховной раде Украины в 2013 году

- Владимир Бойко в Верховной раде Украины в 2013 году1993—1994 — внештатный советник Президента Украины.
- 1994—2002 — депутат Донецкого областного совета.
- 1998—1999 — член координационного совета по вопросам внутренней политики.
- 1999—2003 — член совета экспортёров при Кабинете Министров Украини.
- В 2002 году избран в Верховную Раду по списку избирательного блока «За единую Украину!» (№ 4).
- В 2006 году избран в Верховную Раду по списку СПУ (№ 8). Был членом комитета ВР по вопросам промышленной политики и предпринимательства.
- В 2007 году баллотировался по списку СПУ (№ 3), однако его политической силе не удалось преодолеть 3-процентный барьер для прохождения в Верховную Раду.
- В 2012 году избран в Верховную Раду по списку Партии Регионов (№ 7). Заместитель главы комитета ВР по вопросам промышленной и инвестиционной политики.

Беспартийный, поддерживал Социалистическую партию Украины. На парламентских выборах 2014 года поддерживал партию «Оппозиционный блок».

## Капитал
Владимир Бойко был довольно скромен в быту. Он жил в трёхкомнатной квартире и, как писал журнал «Корреспондент», «весь Мариуполь знает, что он не олигарх». Отдыхал обычно в Крыму (в мае и сентябре). Официально задекларированный доход в 2006 году — 1.285.940 гривен.
В 2007 году журнал «Корреспондент» оценил состояние Владимира Бойко в 2,4 млрд долларов, журнал «Фокус» — в $ 1,3 млрд, польский журнал Wprost — в $ 2,3 млрд. Однако в списке миллиардеров в журнале «Forbes», который является наиболее авторитетным в финансовых вопросах, Бойко отсутствует. Согласно официальным данным во владении Владимира Бойко 0,014 % акций Мариупольского металлургического комбината имени Ильича, а в управлении — 93 %.

## Награды и заслуги
- Герой Украины (Орден Государства) (июль 2003 года — за выдающиеся заслуги перед Украинским государством в укреплении экономической мощи страны, многолетнюю общественно-политическую деятельность)[4].
- Орден «Знак Почёта» (1974).
- «Орден «За заслуги» III степени (7 февраля 1997)[5].
- «Орден «За заслуги» II степени (19 сентября 1998)[6].
- «Орден «За заслуги» I степени (27 апреля 2001)[7].
- Орден князя Ярослава Мудрого V степени (24 августа 2013 года) — за значительный личный вклад в государственное строительство, социально-экономическое, научно-техническое, культурно-образовательное развитие Украины, весомые трудовые достижения и высокий профессионализм[8]
- Орден Данилы Галицкого (август 2006)[9].
- Также награждён несколькими орденами Православной церкви.[2]
- Удостоен золотой медали Всемирной академии интеллектуальной собственности.
- Дважды Лауреат Государственной премии Украины в области науки и техники (1999 и 2002).
- Заслуженный металлург Украины (1995)[10].
- «Человек года — 1997».
- Почётный гражданин Донецкой области (2012)[11].
- Почётный гражданин города Мариуполя (1998).
- Почётный Гражданин Красногвардейского района Крым.

## Рейтинги
- 2007 год — 43-я позиция в «Топ-100» самых влиятельных людей Украины журнала «Корреспондент», 61-я позиция в рейтинге журнала «Фокус» «200 самых влиятельных украинцев».
- 2008 год — 46-я позиция в «ТОП-100» самых влиятельных украинцев журнала «Корреспондент».
- В рамках общенационального проекта «Великие украинцы» по результатам голосования стал одним из немногих современников, вошедших в топ-100, заняв 50-е место (2008).